# Ji Seok-yeong
Ji Seok-yeong (지석영, 1855-1935) est le médecin qui a introduit la vaccination contre la variole en Corée. 
Ji Seok-yeong est né le 15 mai 1855. Il étudie d'abord la médecine orientale puis découvre avec Park Young-sun la médecine occidentale, en voie d'introduction dans le pays. En particulier, Park avait fait connaissance de la vaccination contre la variole suivant la méthode de Jenner lors d'une visite gouvernementale au Japon en 1876. Ji apprend donc ces techniques à partir d'un livre puis se rend à Busan pour un stage dans une clinique japonaise chargée de soigner les patients japonais. Il devient ainsi le premier Coréen à assurer cette vaccination et à partir de 1880, il lance un programme national de vaccination. 
Cependant, sa clinique est détruite en 1882 lors de la mutinerie d'Imo par des conservateurs qui lui reprochent de travailler avec les Japonais. Il travaille ensuite au service de l'état en tant que directeur du bureau de vaccination contre la variole. 